# Ліонський університет Клода Бернара 1
Університет Клода Бернара Ліон 1 (фр. Université Claude-Bernard Lyon 1, UCBL) — один із трьох державних університетів Ліона (Франція). Він названий на честь французького фізіолога Клода Бернара і спеціалізується на науці та техніці, медицині та спортивних науках. Заснований у 1971 році шляхом злиття «faculté des sciences de Lyon» з «faculté de médecine» Ліонського університету.
Основні адміністративні, навчальні та дослідницькі заклади розташовані у Віллербані, а інші кампуси розташовані в Герлані, Рокфеллері та Лаеннеку у 8-му окрузі Ліона. При університеті працює Hospices Civils de Lyon, який є найбільшою навчальною лікарнею в регіоні Рона-Альпи та другою за величиною у Франції.
З січня 2009 року університет став автономним. У 2020 році річний бюджет становив понад 420 мільйонів євро, а в університеті працювало 2857 викладачів.

## Історія
17 березня 1808 року Наполеон I заснував Університет Франції, національну організацію, відповідальну за формальну освіту від початкової до університетської. Цей декрет створив Ліонську академію в рамках університету та заснував Ліонський факультет наук. Ліонський медичний факультет був заснований 8 листопада 1874 року і пізніше був об'єднаний з факультетом природничих наук 8 грудня 1970 року, щоб створити Університет Клода Бернара.

## Локації та будівлі
Університет не розташований в одному кампусі, але має кафедри та інші об'єкти, розподілені в кількох ключових місцях у Ліоні та регіоні. У кампусі LyonTech-la Doua, розташованому на північ від Війєрбана та на схід від парку Тет д'Ор, розміщено адміністративний штаб університету, а також його факультети науки і техніки та спортивних наук.
Другий важливий об'єкт, Східний кампус Lyon Health, розташований у восьмому окрузі, поруч із лікарнею Едуарда Ерріо та медичним центром Вінатьє. Тут розташовані факультет одонтології та Східний медичний факультет Ліона, а також кілька науково-дослідних інститутів, що займаються медичними та біологічними науками.

## Видатні випускники

### Академіки
- Сесіль Муре-Шов'єрі (нар. 1939) — палеонтологиня
- Жан Беліссар (нар. 1946) — фізик-математик
- Франсіс Кларк (нар. 1948) — математик
- Рабеса Зафера Антуан (нар. 1950) — рослинний біолог, президент Університету Махаджанги
- Мухаммад Байдун (1952—2022) — ліванський математик і політик
- Жан Десіті (нар. 1960) — нейробіолог
- Уве Рау — німецький фізик
- Тереза Торрес — чилійський палеонтолог
- Рафаель Ербен — математик
- Нурія Салехі — афгано-австралійський фізик-ядерник, біофізик і гуманітарій
- Патрік Мелен (нар. 1968) — біолог
- Елен Куртуа (нар. 1970) — астрофізик
- Кетрін Таллон-Бодрі — електрофізіолог
- Теодора Хаціоанну — вірусолог
- Віктор Гріньяр — хімік, лауреат Нобелівської премії з хімії 1912 року
- Алексіс Каррель — хірург і біолог, лауреат Нобелівської премії з медицини 1912 року

### Спортсмени
- Ахмад Ахмад (нар. 1959) — малагасійський футбольний менеджер і політик
- Луїза Кадамуро (нар. 1967) — професійна футболістка
- Гвендаль Пейзера (нар. 1972) — танцюрист на льоду
- Ромен Хагенауер (нар. 1976) — тренер з танців на льоду
- Ассіль Туфайлі (нар. 1996) — футболіст